# Lynchia coalescens
Lynchia coalescens är en tvåvingeart som beskrevs av Maa 1964. Lynchia coalescens ingår i släktet Lynchia och familjen lusflugor.
Artens utbredningsområde är Gabon. Inga underarter finns listade i Catalogue of Life.